# NHK 오키나와 방송국

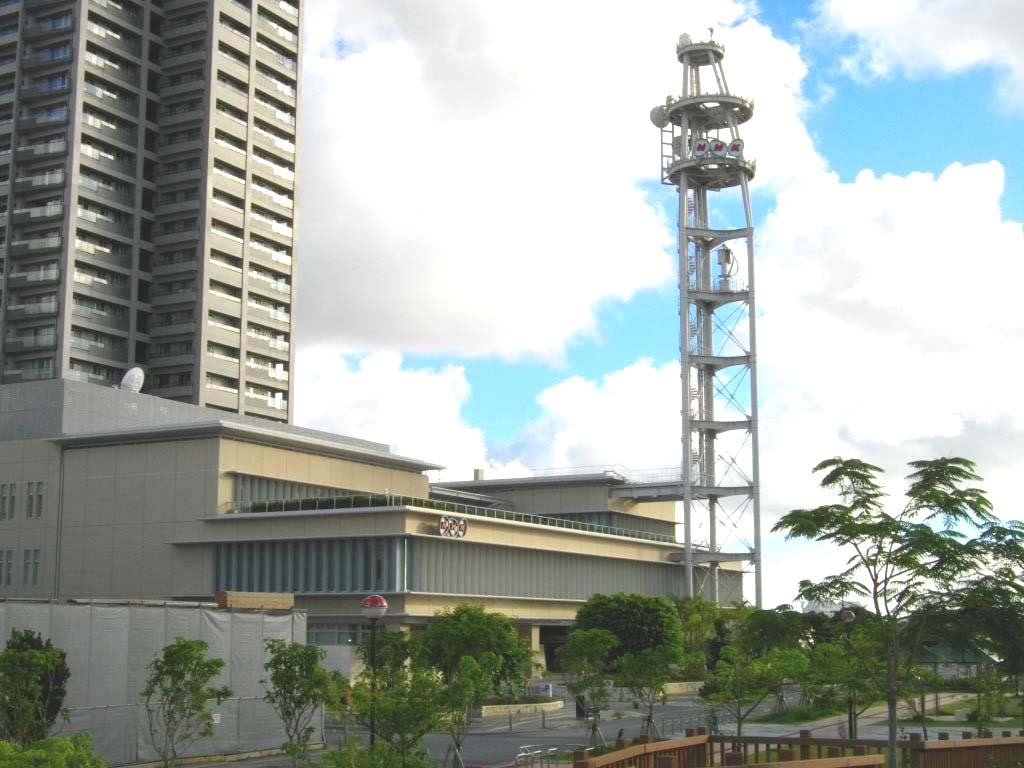
NHK 오키나와 방송 사옥

NHK 오키나와 방송국(沖繩 放送局)은 오키나와현을 방송국역으로 하는 NHK의 지역방송국이며 중파·FM라디오·텔레비전 방송을 담당하고 있다.

## 개요
- 1972년 5월 오키나와 현이 일본에 반환되자 그 전까지 오키나와현에서 공영 방송국 역할을 수행한 오키나와 방송협회로부터 업무를 위임받아 설립되었다.
- 스튜디오는 현청 소재지인 나하시가 아닌 도미구스쿠시(2006년 3월 5일까지)에 있었으며[1] NHK 방송국 중에서는 유일하게 방송국 소재지 시명을 사용하지 않고 현명을 사용한 방송국이다(다만 2차대전 이전 한때, 나하 방송국이라는 이름으로 개국준비중이었다.)
- 라디오 제1방송에서 사용하고 있는 JOAP는 일본의 2차 세계대전 참전 전 라디오 방송국에 할당되었지만, 1945년 종전과 오키나와의 미군지배로 인해 폐지되면서 전후에는 NHK 마에바시 방송국의 FM 방송 콜사인으로 사용되었으나 오키나와가 일본로 반환되자 오킨나와 방송국에 이전 콜사인인 JOAP를 부여하는 것이 바람직하다는 의견에 따라 마에바시 방송국의 콜사인은 JOTP-FM으로 변경되었고 JOTP-FM을 쓰고 있던 NHK 교토 방송국은 콜사인을 JOOK-FM으로 바꾸었다.
- 2019년 현재 NHK 텔레비전 방송만을 위한 텔레비전 중계국이 존재하지 않는다.[2]

### 다이토제도 방송에 대해
- 텔레비전 방송의 경우 지리적·기술적 사정에 의해 지상파 중계국을 설치하지 못하다가 1984년 5월 BS 위성방송을 통해 시험 방송을 할 때부터 위성방송(BS1·BS2)을 통해 미나미다이토·키타다이토 양 섬에 방송했으며 BS아날로그 방송을 지상파 텔레비전 전파로 변환한 다음 방송하기 때문에 VHF안테나로 시청이 가능하였다. 이후 BS아날로그 방송이 종료하면서 BS위성 중계국은 폐지되었다.
  - 그 후 1998년 4월, 위성을 통해 오가사와라 제도용으로 방송하는 NHK 방송 센터[3] 전파를 수신해 지상파 형식으로 변환해 방송했으며 오키나와현의 정보는 전화 회선을 통한 자막형태로 전하고 있다가 2011년 7월 22일 해저 광케이블을 이용한 중계국이 개국하면서 현역 텔레비전 채널 시청이 가능해졌다.
- 라디오 방송의 경우 라디오 제1방송은 2007년 FM 전파를 이용한 중계국을 설치하면서 안정적인 수신이 가능하지만 위성회선을 이용하는 관계로 악천후가 발생할 경우 수신할 수 없는 경우가 있다.
  - 그리고 라디오 제2방송은 낮에는 나하 방송국에서 송출한 방송을 수신 할 수 있지만 밤에는 다른 방송국과 혼신이 일어나 밤에는 다른 지역 제2방송을 들어야만 하며 NHK-FM방송은 5월~8월을 제외하면 들을 수 없지만 2011년 9월 1일부터 시작된 일본방송협회의 인터넷 라디오 서비스 라지루★라지루를 통해서 일부 프로그램 청취가 가능해졌다.[4]

## 채널과 주파수

### 텔레비전 방송국
- 종합 텔레비전 나하본국 17ch(JOAP-DTV)
- 교육 텔레비전 나하본국 13ch(JOAD-DTV)

### 라디오 방송국
| 방송국·중계국           | 주파수  | 출력 | 비고                                               |
| ----------------------- | ------- | ---- | -------------------------------------------------- |
| 나하 방송국             | 549kHz  | 10kw | 콜사인은 JOAP                                      |
| 나고 중계국             | 531kHz  | 1KW  | 오키나와섬 북부 난청 해소를 위해 1986년 설치       |
| 미야코 중계국           | 1368kHz | 100W |                                                    |
| 이시가키 중계국         | 540kHz  | 1KW  |                                                    |
| 이리오모테소나이 중계국 | 85.2MHz | 10W  | 중파혼신 해소와 방재방송 내실화를 위해 1991년 설치 |
| 요나구니 중계국         | 83.5MHz | 10W  | 중파혼신 해소를 위해 2003년 설치                   |
| 미나미다이토 중계국     | 83.5MHz | 100W | 중파혼신 해소를 위해 2007년 4월 1일 방송 개시      |

| 방송국·중계국           | 주파수  | 출력 | 비고                             |
| ----------------------- | ------- | ---- | -------------------------------- |
| 나하 방송국             | 1125kHz | 10kw | 콜사인은 JOAD                    |
| 미야코 중계국           | 1602kHz | 100W |                                  |
| 이시가키 중계국         | 1521kHz | 1kW  |                                  |
| 이리오모테소나이 중계국 | 83.1MHz | 10W  | 중파혼신 해소를 위해 2003년 설치 |
| 요나구니 중계국         | 80.3MHz | 10W  | 중파혼신 해소를 위해 2003년 설치 |

| 방송국·중계국   | 주파수  | 출력 | 비고                                                                         |
| --------------- | ------- | ---- | ---------------------------------------------------------------------------- |
| 나하 방송국     | 88.1MHz | 1kW  | 콜사인은 JOAP-FM                                                             |
| 미야코 중계국   | 85.0MHz | 1kW  | 1976년 12월 본국과 동시 방송 개시.이시가키섬에 전파를 보내기 위해 1Kw로 방송 |
| 이시가키 중계국 | 87.0MHz | 100W | 1976년 12월 본국과 동시 방송 개시.                                           |
| 구메지마 중계국 | 84.2MHz | 10W  |                                                                              |
| 카비라 중계국   | 77.7MHz | 10W  |                                                                              |
| 타라마 중계국   | 86.2MHz | 30W  |                                                                              |
| 나키진 중계국   | 84.8MHz | 100W | 1976년 12월 본국과 동시 방송 개시.                                           |
| 요나구니 중계국 | 85.8MHz | 10W  | 1976년 12월 본국과 동시 방송 개시.                                           |

## 연혁
1945년부터 1972년 사이의 기록은 일본 위키의 오키나와 방송협회 문서를 일부 참조하였다.

### 1941년~1972년 5월 14일
- 1941년 9월 20일 체신성, 오키나와 방송국 설치를 허가(중파 방송국, 호출 부호 JOAP).
- 1941년 12월 중파 방송 시험 방송 개시.
- 1941년 12월 8일 시험 방송중 태평양전쟁 개전 임시 뉴스를 방송(12월 9일 일본군통신대의명령에 의해 시험 방송을 일시중지).
- 1942년 1월 시험 방송 개시.
- 1942년 3월 19일 방송 개시(호출부호 JOAP, 주파수 1000kc).
- 1945년 3월 23일 공습 재해에 의해 방송 기능 정지(3월 26일, 폐쇄).
- 1961년 10월 1일 - NHK 나하 통신국 개설[5]
- 1964년 4월 3일 - 류큐 전신 전화공사(지금의 NTT서일본 오키나와 지점) 서나하(西那覇) 전보전화국 에 NHK 제공 프로그램 수록소(収録所) 완성.
- 1964년 9월 1일 - 일본과 오키나와 사이에 해저 마이크로 회선이 정식으로 개통하면서 NHK가 오키나와에 본격적인 프로그램 제공 업무를 시작했으며 이때는 오키나와 TV 방송(OTV)과 류큐 방송(RBC)에서 광고방송이 첨부된 형태로 달고 방송되었다.
- 1964년 9월 15일 - NHK가 나하 통신국을 폐지하고 오키나와 총국을 설치.
- 1967년 10월 2일 오키나와 방송협회(OHK) 설립(일본 방송협회의 전면적인 지원을 통해 설립).
- 1967년 12월 22일 OHK 미야코 방송국(호출부호 KSDY), 텔레비전 방송 개시.
- 1967년 12월 23일　OHK 야에야마 방송국(호출부호 KSGA), 텔레비전 방송 개시.
- 1968년 7월 25일 NHK와 오키나와 방송협회 사이에 "TV 방송 설비의 설치 및 무상 대여에 관한 계약"체결.
- 1968년 12월 22일 OHK 중앙 방송국(호출부호 KSGB-TV), 텔레비전 방송 개시.이때 민영 방송국에서 방송되던 NHK 프로그램이 OHK로 이양된다.
- 1969년 1월 1일 - OHK 텔레비전 수신료 징수 시작(1개월 80센트).

### 1972년 5월 15일 이후
- 1972년 5월 15일 오키나와의 일본복귀에 따라 NHK 오키나와 방송국 개국, 종합텔레비전(호출부호 JOAP-TV), 교육텔레비전(JOAD-TV) 방송 개시.
  - 또한 미야코·야에야마 지구는 야에야마국을 미야코국쪽으로 통합한 다음 계속 종합텔레비전만 방송을 계속한다(호출부호 JOVQ-TV).이 당시 미야코 방송국의 프로그램은 종합텔레비전과 교육텔레비전 혼합 편성으로 시간차 방송이었으며[6] 뉴스는 라디오 뉴스음성에 독자적으로 만든 자막이 붙은 파란 화면을 통해 방송했다.
- 1972년 6월 25일 1945년 3월 26일 이후 중단된 라디오 방송이 부활(호출 부호 JOAP).이 날 제2(JOAD)방송 개시[7]
- 1974년 3월 24일 FM방송(호출부호 JOAP-FM) 개시.
- 1975년 3월 31일　텔레비전 방송 중계국이 없었던 다이토 제도에 시험 방송 개시[8]
- 같은 해 해저 케이블 잠정 개통에 의해 미야코·야에야마 지역 텔레비전 뉴스가 오키나와 본국과 동시 방송이 가능해졌으나 흑백방송이었다.
- 1976년 12월 22일　해저 케이블 정식 개통에 의해 미야코·야에야마 지역 텔레비전 방송이 오키나와 본국과 동시 방송이 가능해졌다(미야코 방송국이 히라라 텔레비전 중계국이 되면서 호출부호 JOVQ-TV는 사용이 중단되었다).동시에 미야코·야에야마 지역에 교육텔레비전과 FM방송 개시.
- 1977년 FM방송국이 지역방송에 한정해 스테레오 방송을 실시했다.
- 1984년 5월 12일　방송위성에 의한 위성 시험 방송이 시작되면서 남북 다이토지마에서 텔레비전 방송을 실시간으로 볼 수 있게 되었다(당초에는 NHK 위성 제1텔레비전만 방송되었고 오키나와 지역방송은 없었다).
- 1984년 스테레오 PCM 디지털 회선이 도입되어 FM방송이 완전히 스테레오화되었다.
- 1986년　오키나와 섬 북부 나고시 야가섬에 라디오 제1방송 중계국 개설
- 1991년 11월 다른 방송국과의 혼신에 의해 야간 라디오 수신이 곤란했던 이리오모테섬서부 소나이지역에 FM을 이용한 라디오 제1방송 중계국 개설(AM방송을 FM으로 방송하는 것은 일본 최초)
- 1995년 2월　구메섬에 있는 텔레비전 중계국 채널을VHF에서 UHF로 변경했다.
- 1998년 4월 1일　다이토 제도에서 지상파(종합·교육) 텔레비전 방송 개시(통신위성을 이용한 방송으로 도쿄 본국의 프로그램을 방송.)
- 1998년 가을 이리오모테섬~요나구니섬간 텔레비전 송출전파가 SHF 방송으로 바뀌면서 요나구니 중계국 텔레비전 방송채널을 VHF에서 UHF로 변경하고 이리오모테소나이 중계국 텔레비전 방송 출력을 100W에서 30W로 줄인다.
- 2003년 10월 이리오모테소나이에 라디오 제2방송, 요나구니섬에 라디오 제1방송 2번째 중계국이 FM을 이용해 개국[9]
- 2006년 2월 6일 디지털 종합 텔레비전에서 아날로그 동시방송개시.
- 2006년 3월 6일 신사옥으로 이전.(나하시)
- 2006년 4월 1일 지상 디지털 방송(종합·교육) 개시(동시에 원세그 방송 개시).
- 2006년 10월 1일　오키나와 방송국 독자적인 원세그 방송 개시.
- 2007년 4월 1일　미나미다이토섬에 라디오 제1방송 중계국이 FM을 이용해 개국
- 2011년 7월 24일 지상파 아날로그 텔레비전 방송 종료
- 2012년 3월 1일 FM 방송국 카비라 중계국과 타라마 중계국 개국.

## 오키나와현에 있는 다른 텔레비전·라디오 방송국
- 류큐 방송(RBC)(TV는 도쿄 방송 계열,라디오는 JRN 계열이며 라디오 부문은 현재 분사화하여 RBCi라디오로 불림)
- 오키나와 TV 방송(OTV) (후지 TV 계열)
- 류큐아사히 방송(QAB）(TV 아사히계열)
- FM오키나와 (JFN계열)
- 라디오 오키나와（ROK）(NRN계열)